# Blenkinsopp Castle

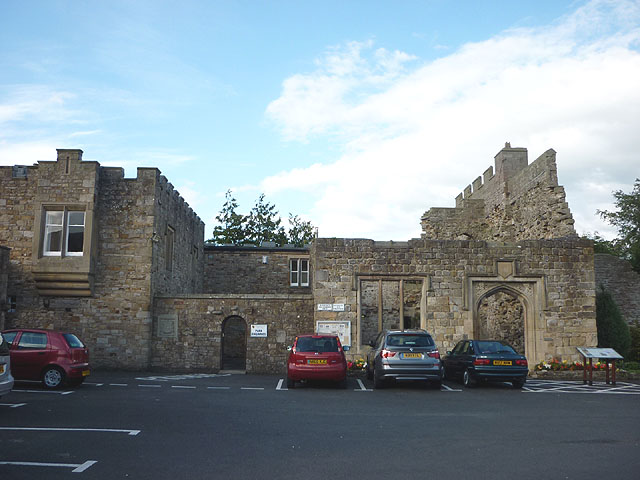
Ruine von Blenkinsopp Castle mit Parkplatz

Blenkinsopp Castle ist die Ruine eines Landhauses etwa 1,6 km außerhalb des Dorfes Greenhead in der englischen Grafschaft Northumberland. Teil des durch einen Brand teilweise zerstörten Herrenhauses ist auch die Ruine eines Wohnturms aus dem 14. Jahrhundert. Das Haus ist von English Heritage als historisches Gebäude I. Grades gelistet und gilt als Scheduled Monument.

## Namensherkunft
Blenkinsopp scheint klar aus der frühmittelalterlichen, kumbrischen Sprache zu stammen, vermutlich zusammengesetzt aus Blaen (dt.: Gipfel, oberer Teil) und Kein (dt.: Rücken, Gebirgszug). Dazu kam später das altenglische Hōp (dt.: Tal)

## Geschichte
Die alte Grundherrschaft von Blenkinsopp war ab dem 13. Jahrhundert in den Händen der namensgebenden Familie Blenkinsopp. Sie ließen einen großen Wohnturm errichten. Am 6. Mai 1340 erhielten sie eine königliche Erlaubnis, das Haus zu befestigen (engl.: Licence to Crenellate).
Ein früher Bericht von Wallis, vor 1769 geschrieben und von Reverend J. F. Hodgson zitiert, stellt fest, dass „die West- und die Nordwestseite davon durch eine sehr hohe grasbewachsene Mauer und einen tiefen Graben geschützt [ist] – Eine Gewölbe führt hindurch, im Norden wie im Süden, 33 Fuss [von Hodgson korrigiert auf 53 Fuss] lang und 18½ Fuss breit; zwei kleinere an der Nordseite. Die Fassade der Westmauer ist schon zu einer Zeit heruntergebrochen, an die sich kein Lebender mehr erinnert.“
Ein Bericht von 1541 erwähnt, dass das Dach verfallen und der Wohnturm in schlechtem Zustand sei. Die Familie behielt zwar das Eigentum an dem Anwesen, überließ den Besitz aber dem Earl of Northumberland und verließ die Burg, um in ihren anderen, nahegelegenen Häusern, Bellister Castle und Blenkinsopp Hall, zu leben.
1727 heiratete Jane Blenkinsopp, die Erbin des Anwesens, William Coulson aus Jesmond. 1832 war das Anwesen dann ungenutzt und an die ruinösen Gebäude wurde das Haus eines Bergwerksagenten angebaut, vermutlich vom Architekten John Dobson. Um 1877 ließ William Blenkinsopp Coulson umfangreiche Restaurierungsarbeiten durchführen, bei denen ein Landhaus auf dem Gelände entstand. Bald nach dessen Fertigstellung verkauften die Coulsons ihre Blenkinsopp-Ländereien an Edward Joicey.
Im 20. Jahrhundert diente das Landhaus als Hotel, wurde aber 1954 durch einen Brand beschädigt. So wurden große Teile des Hauses aus Sicherheitsgründen abgerissen.
Heute ist ein Teil noch bewohnt und ein anderer Teil eine Ruine.